# Xã Limestone, Quận Union, Pennsylvania
Xã Limestone (tiếng Anh: Limestone Township) là một xã thuộc quận Union, tiểu bang Pennsylvania, Hoa Kỳ. Năm 2010, dân số của xã này là 1.723 người.